# Shantipur (Dhanusa)
Shantipur (nep. शान्तिपुर) – gaun wikas samiti w środkowej części Nepalu w strefie Dźanakpur w dystrykcie Dhanusa. Według nepalskiego spisu powszechnego z 2011 roku liczył on 975 gospodarstw domowych i 5985 mieszkańców (2878 kobiet i 3107 mężczyzn).